# Alcianblau-Färbung

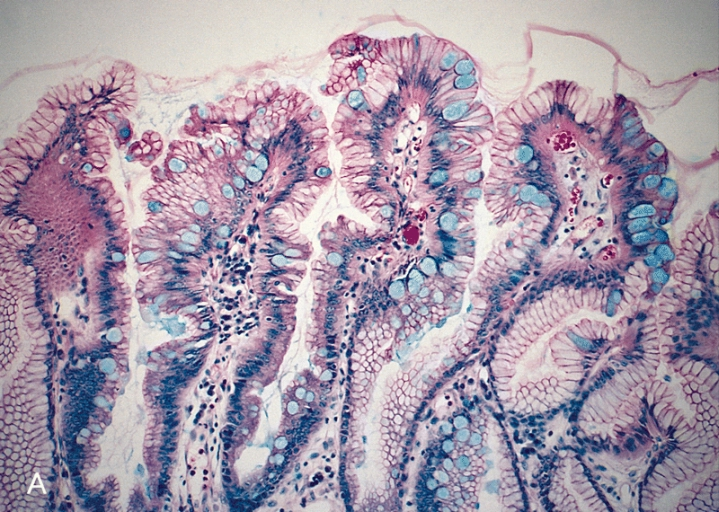
Alcianblau-Färbung eines histologischen Dünnschnitts einer Schleimhaut, insbesondere der Becherzellen

Die Alcianblau-Färbung ist eine histologische Färbung, bei der Alcianblau zur Färbung von sauren Proteoglykanen und Polysacchariden eingesetzt wird.

## Eigenschaften
Alcianblau färbt saure Mucine und sulfatierte Glykosaminoglykane (wie Hyaluronsäure oder Chondroitinsulfat) bei niedrigem pH-Wert (1,0 bis 2,5) selektiv cyan. Mit steigender Ionenstärke wird eine Färbung mit Alcianblau verhindert, wodurch eine charakteristische Salzkonzentration (engl. critical electrolyte concentration ‚kritische Elektrolytkonzentration‘, CEC) ermittelt werden kann, bei der eine Färbung nicht mehr stattfindet.
In der Histologie wird vor allem das Derivat Alcianblau 8G (früher 8GX, unterschiedliche Herstellung) verwendet. Alternativ kann eine Färbung mit Zirkonyl-Hämatoxylin durchgeführt werden. In Kombination mit Alizarinrot wird Alcianblau zur Färbung von Knochen- und Knorpelgewebe eingesetzt. Eine PAS-Färbung kann vor einer Färbung mit Alcianblau durchgeführt werden, um neutrale Mucine, neutrale Glykoproteine und Glykogen magenta zu färben. Die Färbung mit Alcianblau kann auch mit der Hämatoxylin-Eosin-Färbung und der Van-Gieson-Färbung kombiniert werden.

## Geschichte
Es wurde 1950 von Harold F. Steedman als „Schleimfarbstoff“ in die Histologie eingeführt. Es wurde zwischenzeitlich zu einem der wichtigsten Farbstoffe in der Histologie.